# Oscar Lorenzo Fernández
Oscar Lorenzo Fernández (Rio de Janeiro, 4 de novembro de 1897 — Rio de Janeiro, 27 de agosto de 1948) foi um compositor brasileiro.

## Vida
Filho de pais espanhóis, ainda rapaz começou a tocar nas festas dançantes do Centro Galego. Aos dezoito anos compôs a ópera Rainha Moura.
Em 1917 ingressou no Instituto Nacional de Música, onde iniciou os estudos de teoria, harmonia, contraponto e fuga, com os professores Francisco Braga, Henrique Oswald e Frederico Nascimento, considerado seu mentor artístico. Em 1923, por ocasião de doença de Frederico Nascimento, assumiu como substituto na cadeira de Harmonia, que se tornou permanente dois anos depois.
Compositor brasileiro da fase nacionalista, tem obra relativamente pequena caracterizada pelo apuro formal. Marcou época o Trio Brasileiro, de 1924, para piano, violino e violoncelo.
Em 1936, fundou o Conservatório Brasileiro de Música, o qual dirigiu até a sua morte, em 1948.

## Música
Sua obra abrange três períodos:
- No primeiro período, de 1918 a 1922, observa-se a influência do impressionismo francês, o uso da bitonalidade e a ausência de temática brasileira.
- No segundo período, de 1922 a 1938, considerado como o ponto alto de sua produção, verifica-se uma forte presença nacionalista, com a utilização de temas folclóricos, que valorizam a presença das etnias branca, negra e índia na formação do Brasil, assim como a transformação moderna do país.
- No terceiro período, de 1942 até a morte, sua obra assume tom universalista. Compôs canções, suítes sinfônicas, balés, peças para piano, música de câmara, concertos e sinfonias.

Sua obra vocal está baseada na modinha e na música dos seresteiros. Toada pra Você é sua canção mais conhecida.

## Obra

### Primeiro período
- Arabesca (1920);
- Miragem (1920);
- Noturno (1922);
- Arabesca (1922);
- Cisnes (1922);
- Ausência (1922);

### Segundo período
- Canção Sertaneja, Opus 31 (1924);
- Trio Brasileiro, Opus 32 (1924), para piano, violino e violoncelo;
- Suíte Sobre Três Temas Populares Brasileiros (1925);
- Toada pra Você, em parceria com Mário de Andrade;
- Imbapara (1929), balé;
- Amaya (1930), balé;
- Reisado do Pastoreio (1930), suíte orquestral com o famoso Batuque;
- Malazarte (1941), ópera;
- Valsa Suburbana;
- Suítes Brasileiras, para piano solo;
- Essa Nega Fulô, para canto e piano;

### Terceiro período
- Duas Sinfonias (1945 e 1947);
- Quarteto de Cordas nº 2;
- Sonata Breve.
- Variações Sinfônicas, uma síntese de suas diferentes fases;
- Toada pra Você;
- Invenções Seresteiras, para clarinete e fagote (1944).

## Legado
Seu sucesso maior foi o do Reisado do pastoreio, suíte em três partes que contém o famoso Batuque que encantou Toscanini e Koussevitzky.
O Conservatório Estadual de Música Lorenzo Fernández (https://www.lorenzofernandez.com.br/index.php), inaugurado em março de 1961, na cidade de Montes Claros, Minas Gerais, por sua filha Marina Silva Lorenzo Fernândez, foi assim designado em sua homenagem. Seu legado, através da filha, influenciou várias gerações de compositores, instrumentistas e pedagogos musicais, bem como as demais áreas artísticas plásticas e teatrais, formando uma forte escola pianística e violonística. Algumas das combinações de alunos dessa escola, em sincronia com o legado Orff/Wuytack, Willems, e outros, chegou ao Compositor Fernando Maurício Correa, único compositor de Músicas das Esferas, inspirando-o em suas 13 composições. 
Lorenzo Fernández e Francisco Mignone foram homenageados no I Concurso Nacional Funarte de Canto Coral, em 1997, ano em que se comemorava o centenário de nascimento de ambos os compositores. O regulamento do concurso exigia a execução de obras desses compositores pelos coros participantes. Aos coros que melhor o fizessem, era concedido o Prêmio Centenário.